# فضاء السوق
فضاء السوق هو بيئة تبادل معلومات واتصالات إلكترونية ويُعد مفهومًا جديدًا نسبيًا في التسويق. فمنذ الوقت الذي تراجع فيه تدخل الحدود المادية في قرارات وعمليات الشراء والبيع، تطور العالم إلى مجموعات عدة من فضاءات السوق المتخصصة في صناعاتٍ بعينها، حيث تدمج هذه الفضاءات بين الأسواق عن طريق تقنيات الحاسوب والاتصالات المتطورة. وقدم كل من رايبورت وسفيوكلا مصطلح «فضاء السوق» في عام 1994، وذلك للتمييز بين الأسواق الإلكترونية والأسواق التقليدية المتعارف عليها. ففي «فضاء السوق»، يتم تبادل المعلومات و/أو البضائع المادية، كما يتم عقد الصفقات والمعاملات من خلال أجهزة الحاسوب والشبكات الإلكترونية.
وتتكون هذه الشبكات من المدونات ومنتديات الإنترنت وخدمات التدوين المصغر مثل موقع تويتر. حيث يُسْمَحُ للشركات وعملائها بعمل المحادثات وتبادل الاتصالات بشأن المنتجات والخدمات. وقد تخرج هذه المحادثات عن إطار تحكم الشركة عندما تجذب حملة تسويق معينة أو إحدى قضايا خدمة العملاء انتباه المستهلكين المتمرسين على استخدام محتويات الإنترنت.
وقد تم تسجيل شركة ماركيتسبايس المحدودة (Marketspace Pty. Ltd) كشركةٍ أسترالية (رقم الشركة الأسترالي 068.231.158) في الخامس عشر من فبراير لعام 1995. وقد كانت هذه الشركة بمثابة مشروعٍ تجريبي لـ مجموعة شوميجا (أظهر الإعلانات) والتي لديها خبرة كبيرة وعلاقات قوية وطويلة الأمد مع قطاعي الإعلان والبيع بالتجزئة في أستراليا. وقد كانت خدمة ماركيتسبايس المقدمة بمثابة مركز تسوقٍ عبر الإنترنت والذي يستطيع العملاء من خلاله عرض وتصفح المنتجات التي يعرضها تجار التجزئة الذين تتعامل معهم مجموعة شوميجا. وقد تم إطلاق الخدمة مع العديد من العملاء البارزين، مثل سلاسل محلات ماير وتارجيت. إلا أنَّ شراء البضائع لم يكن متاحًا؛ حيث كانت الخدمة سابقةً لعصرها ولم تجذب انتباه المستهلكين.
وفي عام 1999، ناقش كتاب البيان الدليلي (The Cluetrain Manifesto) المفاهيم والأفكار المحيطة بالطريقة التي سعت من خلالها الأسواق التقليدية لتكييف نفسها مع عصر الإنترنت حيث «تحولت الأسواق إلى مجموعة من المحادثات». وبحلول عام 2010، شهدنا ظهور العديد من الأسواق الإلكترونية، مثل: أمازون وإيباي وفيسبوك والعديد من مواقع التجارة بالتجزئة على الإنترنت إلا أنها تبقى إلى حد كبير قوائم لعرض بضائع بعينها يتصفح المستهلكون خلالها ويقومون بشراء ما يرغبون. ومع ذلك، تم تقديم مفهومٍ جديد من «فضاء السوق» وهو وسيط ثنائي الاتجاه يقدر على جرد كل من العرض والطلب، ويسمح لكلا الطرفين في المعاملات بسهولة الوصول إلى بعضهما، وبناء علاقة مؤقتة بين «البائع والمشتري»، وبعد ذلك عقد الصفقات والمعاملات. ويُعد كل من موقعي زارلي () وأوبوكيا () اثنين من المشاركين في هذا الفضاء الإلكتروني، حيث يوفران وسيطًا ثنائي الاتجاه أقرب في الشبه إلى أبواب إعلاناتٍ تجمع بين قسمي «المطلوبات» و«للبيع». ونظرًا للتطور في وسائل الإعلام الاجتماعية والتجارة الإلكترونية وذلك من منظوري التقدم التكنولوجي والقبول الاجتماعي يصبح المسار الطبيعي للأحداث هو أن يكون المستهلك طرفًا أكثر فعاليةً في عمليات الشراء، الأمر الذي يؤدي إلى إرسال المستهلكين طلباتهم إلى أسواق وشركات تسعى إلى تحقيقها.